# فرانتس اکشتاین
فرانتس اکشتاین (آلمانی: Franz Eckstein؛ ۲ آوریل ۱۸۷۸ – فوریه ۱۹۴۵) کارگردان فیلم و فیلم‌نامه‌نویس اهل آلمان بود.